# AGOVV in het seizoen 1967/68
Het seizoen 1967/1968 was het 14e jaar in het bestaan van de Apeldoornse betaaldvoetbalclub AGOVV. De club kwam uit in de Tweede divisie en eindigde daarin op de 17e plaats. Tevens deed de club mee aan het toernooi om de KNVB beker, hierin werd de club in de groepsfase uitgeschakeld.

## Wedstrijdstatistieken

### Tweede divisie
|       | Baronie | SC Drente | EDO   | Excelsior | Fortuna | Gooiland | De Graafschap | Heerenveen | Helmond Sport | Hermes DVS | Hilversum | Limburgia | NOAD  | PEC   | Roda JC | Veendam | Wageningen | ZFC   | Zwolsche Boys |
| ----- | ------- | --------- | ----- | --------- | ------- | -------- | ------------- | ---------- | ------------- | ---------- | --------- | --------- | ----- | ----- | ------- | ------- | ---------- | ----- | ------------- |
| Thuis | 1 – 2   | 2 – 1     | 2 – 1 | 0 – 1     | 2 – 2   | 0 – 3    | 0 – 0         | 0 – 2      | 1 – 1         | 2 – 0      | 4 – 2     | 0 – 2     | 4 – 1 | 0 – 3 | 1 – 1   | 1 – 0   | 0 – 1      | 1 – 1 | 3 – 0         |
| Uit   | 11 – 1  | 0 – 1     | 1 – 1 | 0 – 1     | 2 – 1   | 0 – 0    | 0 – 3         | 3 – 0      | 6 – 0         | 2 – 0      | 4 – 0     | 0 – 0     | 1 – 1 | 2 – 1 | 2 – 1   | 3 – 0   | 3 – 1      | 1 – 1 | 1 – 4         |

### KNVB Beker
| Groepsfase                                    | AGOVV                  | 1 – 1 (0 – 1) | PEC                                       |
| 25 februari 1968 Plaats: Apeldoorn Berg & Bos | Johan Donderwinkel 47' |               | 42' Anton Vučkov                          |
| Groepsfase                                    | AGOVV                  | 0 – 2 (0 – 2) | Go Ahead                                  |
| 29 februari 1968 Plaats: Apeldoorn Berg & Bos |                        |               | 30', 40' Jan Veenstra                     |
| Groepsfase                                    | Zwolsche Boys          | 2 – 2 (2 – 0) | AGOVV                                     |
| 24 maart 1968 Plaats: Zwolle Oosterenkstadion | Henk Ras 72', 84'      |               | 59' Tonnie Perdon 83' Gerard van Straalen |

## Statistieken AGOVV 1967/1968

### Eindstand AGOVV in de Nederlandse Tweede divisie 1967 / 1968
| Stand | Gespeeld | Gewonnen | Gelijk | Verloren | Punten | Doelpunten voor | Doelpunten tegen |
| ----- | -------- | -------- | ------ | -------- | ------ | --------------- | ---------------- |
| 17e   | 38       | 11       | 10     | 17       | 32     | 41              | 66               |

### Topscorers
| #      | Naam                 | Goal |
| ------ | -------------------- | ---- |
| 1.     | Gerard van Straalen  | 10   |
| 2.     | Karel Melaard        | 8    |
| 3.     | Aad van der Voort    | 5    |
| 4.     | Johan Donderwinkel   | 4    |
| 5.     | Leo van de Kraats    | 3    |
| 5.     | Tonnie Perdon        | 3    |
| 5.     | Hans Reuser          | 3    |
| 8.     | Huib Cornelissen     | 1    |
| 8.     | Jan Evers            | 1    |
| 8.     | Adrie van Galen Last | 1    |
| 8.     | Jan de Kleijn        | 1    |
| 8.     | Piet Mackaay         | 1    |
| Totaal | Totaal               | 41   |

| #      | Naam                | Goal |
| ------ | ------------------- | ---- |
| 1.     | Johan Donderwinkel  | 1    |
| 1.     | Tonnie Perdon       | 1    |
| 1.     | Gerard van Straalen | 1    |
| Totaal | Totaal              | 3    |

## Voetnoten
AGOVV · Baronie · SC Drente · EDO · Excelsior · Fortuna · Gooiland · De Graafschap · Heerenveen · Helmond Sport · Hermes DVS · Hilversum · Limburgia · NOAD · PEC · Roda JC · Veendam · Wageningen · ZFC · Zwolsche Boys